# سعد علوش
سعد علوش هو شاعر كويتي مواليد 15 أغسطس 1979.

## في خدمة الشعر
أطلق الشاعر سعد علوش عبر موقعه الرسمي مسابقة شعرية تتمثل آليتها في إكمال شطر التالي: «محتاج لك والحاجة أم الاختراع» وهو الشطر الذي وضعه الشاعرنفسه.
وتم بعد ذلك اختيار القصيدة الأجمل بحسب رأي الشاعر سعد علوش، كما أن الجائزة عباره عن 20 ألف ريال سعودي للفائز وانفردت المسابقة بفكرة نشر القصيدة الفائزة عبر مجلة المختلف الكويتية. وانطلقت المسابقة بتاريخ 22-7-2008 وانتهت 12-8-2008.

## اعتزاله الشعر
نشر عن سعد علوش في وقت من الأوقات أنه اعتزل الكتابة بعد أن كتب قصيدة حوت معاني كثيرة للتوبة، ولكن الشاعر صرح بعدها في لقائه في قناة أبوظبي مع الشاعرة نجاح المساعيد بأن التوبة ليست سوى قصيدة من قصائده لا أكثر ولا أقل.

## من أشعاره
في الحكمة:
من الذكاء انك تسوّي نفسك أحياناً غبي /
بس الغباء إنك تذيكالك على ناس أذكيا
في الوصف:
إيـه.. والدنيا مساكن ورحلة واغتراب /
والغلا بالوقت هذا مميز بالعيوب
في الغزل:
لا ارى لا اسمع لا اتكلم
اغليه.. يعني اعشقه.. اعشقه.. يعني اموت فيه ///
يعني انا ميت مع عشقه ومرتبة الشرف ///
امشي معه من غير لا أين.. ولا كيف وليه ///
من حيث ما يجرفني.. اغمض عيوني و انجرف ///
إن قال: لا.. أقول: لا.. إن قال: إيه.. أقول: إيه ///
ماعرف ماسمع ما أرى.. ما أرى ماسمع ماعرف. ///
يتنافس هو و ابنه: ///
لو كرات الدم ترّث غلا ولا اشتياق
كان ابتنافس على حبك انا و ولدي

## مؤلفاته
- مخرج (Exit) [1]
- مخرج الجزء الثاني (Exit2) [2]
- كن ذكيا تكن متديناً [3]